# Strum ünd Bang, Live!?
Strum ünd Bang, Live!? es el segundo EP de la banda de punk rock estadounidense The Mr. T Experience, publicado en 1992 por Munster Records. Está fuera de imprenta, sin embargo todas las canciones fueron relanzadas en la versión de Big Black Bugs Bleed Blue Blood por Lookout! Records.
A pesar de su título, el EP no consiste en grabaciones en vivo. Fue grabado en un estudio en España mientras la banda se encontraba de gira por Europa en 1992. Entre las canciones de la banda se incluyen vídeos de varios álbumes en vivo incluyendo Alive II de la banda Kiss, un álbum en vivo de Blue Öyster Cult, y el discurso inaugural de John F. Kennedy para crear la ilusión de presentación en vivo.

## Lista de canciones
1. Let's Be Together Tonight
2. Merry Fucking Christmas
3. Speed Racer

- Datos: Q7625310